# سوزان ويليس
سوزان ويليس (بالإنجليزية: Susan Willis)‏ هي ممثلة أمريكية، ولدت في 27 أغسطس 1925 في مقاطعة سنيكا في الولايات المتحدة، وتوفيت في 14 مايو 2009 في مانهاتن في الولايات المتحدة.

## أعمال

### أفلام
- آب تاون جيرلز[5][6][7]

## وصلات خارجية
- سوزان ويليس على موقع IMDb (الإنجليزية)
- سوزان ويليس على موقع ألو سيني (الفرنسية)
- سوزان ويليس على موقع أول موفي (الإنجليزية)
- سوزان ويليس على موقع قاعدة بيانات برودواي على الإنترنت (الإنجليزية)
- سوزان ويليس على موقع قاعدة بيانات الأفلام السويدية (السويدية)
- سوزان ويليس على موقع قاعدة بيانات الفيلم (الإنجليزية)
- سوزان ويليس على موقع كينوبويسك (الروسية)